# حمید شانس
حمید شانس ( - ۱۳۳۴) مجسمه‌ساز معاصر ایرانی است.

## تولد و تحصیلات
حمید شانس در سال ۱۳۳۴ در کرمان متولد شد و رشته مجسمه‌سازی را در سال ۱۳۵۹ در دانشکده هنرهای تزئینی به پایان برد. بین سالهای ۱۳۶۷ تا ۱۳۶۹ ضمن تحصیل در رشته کارشناسی ارشد باستانشناسی، عضو هیئت مدیره انجمن مجسمه‌سازان ایران نیز بود. وی همچنین عضو هیئت انتخاب اولین نمایشگاه مجسمه‌سازی در سال ۱۳۶۸ بود. 

## نمایشگاه‌ها و فعالیت ها
- شرکت در اولین بینال طراحی موزه هنرهای معاصر تهران
- اولین نمایشگاه انجمن مجسمه‌سازان ونمایشگاه‌های جمعی طراحی و مجسمه
- پژوهش در زمینه نشانه‌سازی تصویر، دیداری، متولوژی، تصویر و نظریه بیان در تصویر، احجام کاربردی

## آثار

### کتاب‌ها
- لباس‌های محلی ایران
- کتاب برای کودکان

### مجسمه‌ها
- مجسمه نیم تنه نیما و نیم تنه ابن‌سینا (پارک ملت)
- نیم تنه شریعتی (پارک شریعتی)
- نیم تنه امیر کبیر (مقابل دارالفنون)
- مجسمه صنیع خاتم (پارک ملت)

## ناپدید شدن مجسمه‌ها
دو مجسمه ساختهٔ حمید شانس به نامهای «صنیع خاتم» (در پارک ملّت) و «شریعتی» (در پارک شریعتی) در بهار سال ۱۳۸۹ دزدیده‌شدند.
ده مجسمه دیگر هم در همین مدّت دزدیده‌شدند، از جمله مجسمه‌ٔ ابن‌سینا در پارک بهجت‌آباد که قبل از انقلاب توسط عذرا عبدالنبی ساخته‌شده‌بود. حمید شانس ساختن مجسمه‌هائی برای جایگزینی مجسمه‌های دزدیده‌شده را به عهده‌گرفت.